# Compuesto binario

El dióxido de carbono es un compuesto binario formado por carbono y oxígeno

Un compuesto binario es una sustancia química formada por la combinación de solo dos tipos diferentes de elementos químicos, como en el caso del agua, compuesta por hidrógeno y oxígeno. La unión entre los elementos que forman estos compuestos puede ser de tipo iónico (p. ej. la sal común, NaCl) o de tipo covalente, como es el caso del monóxido (CO) o el dióxido de carbono (CO2). Son compuestos binarios la mayoría de los óxidos de metal y de no metal, la mayoría de las sales procedentes de ácidos hidrácidos, los hidruros y numerosos compuestos orgánicos,  principalmente  los hidrocarburos (compuestos de carbono e hidrógeno).

## Compuestos binarios tipo I
Están formados por un metal y un no metal, se conocen como sales. En este tipo de compuestos hay un catión monoatómico y un anión monoatómico. Los compuestos principales de este tipo son los óxidos, los hidruros, los halogenuros, los sulfuros, los peróxidos, los superóxidos, los acetiluros, los nitruros y los selenuros, entre otros. Estos pertenecen a elementos metálicos del grupo 1 y 2 o de elementos que forman un solo catión.

### Regla del compuesto binario I
1. Los cationes siempre toman el nombre del elemento que los forma
2. El nombre de los aniones se crea con la primera parte del nombre del elemento que los forma, más el sufijo -uro.
3. Se escribe primero el nombre del anión, luego la preposición “de” y al final el nombre del catión.

## Compuestos binarios oxigenados tipo II
Son sustancias que también están compuestas por dos elementos, un metal y un no metal; sin embargo, en éstos, el metal generador del catión puede formar cationes metálicos con diferentes valores de carga positiva. De esta forma estos compuestos son aquellos que contienen un anión monoatómico y un catión monoatómico cuyo elemento metálico puede formar más de un tipo de catión. En este grupo se incluyen todas las sales  formadas por un elemento metálico y uno no metálico. Al igual que en los compuestos binarios tipo I encontraremos óxidos, hidruros, peróxidos, superóxidos, halogenuros, sulfuros, disulfuros, acetiluros, nitruros, selenuros y ácidos.

### Reglas del compuesto binario II
1. Como la carga de los compuestos puede tener más de un valor, la magnitud de ésta deberá especificarse con un número romano entre paréntesis delante del nombre del elemento que los formó.
2. La creación del nombre de los aniones sigue la misma regla que la de los compuestos binarios tipo I.
3. Siempre se debe nombrar primero el anión, seguido por la preposición “de”, y luego el nombre del catión.

## Compuestos binarios tipo III
Son sustancias formadas por la unión de dos elementos no metálicos; en este grupo de compuestos encontramos los óxidos no metálicos y los halogenuros sulfuros de no metales. En general, presentan enlaces covalentes y forman moléculas.

### Reglas del compuesto binario III
Las reglas de nomenclatura de este tipo de compuesto son diferentes a las de los demás tipos.
- El elemento situado a la derecha de la fórmula debe re nombrarse como si fuera un anión.
- El elemento situado a la izquierda de la fórmula se nombra con el nombre del elemento.
- Para indicar cuántos átomos de cada tipo conforman al compuesto se usan prefijos numerales.
- Siempre se debe mencionar primero al elemento de la derecha de la fórmula, luego la preposición “de” y, para terminar, el nombre del elemento de la izquierda.

## Sales binarias
Las sales binarias son compuestos que se forman por la unión de un elemento metálico con un elemento no metálico. Su fórmula general es: MiXj donde M es el elemento metálico, i es la valencia del metal, X es el elemento no metálico y j es la valencia del no metal.

### Nomenclatura de las sales binarias
Para nombrar las sales binarias se escribe primero el elemento no metálico añadiendo la terminación uro, posteriormente se plasma el elemento metálico.
Por ejemplo, el sodio (Na) se combina con el flúor (F) para formar fluoruro de sodio (NaF).